# Ladybower Reservoir
Ladybower Reservoir est un grand réservoir en forme de Y, et est le plus bas des trois réservoirs situés dans la vallée supérieure du Derwent, dans le Derbyshire, en Angleterre. La rivière Ashop (en) se jette dans le réservoir par l'ouest ; la rivière Derwent coule vers le sud, traversant successivement le Howden Reservoir, le Derwent Reservoir et enfin le Ladybower Reservoir.
La région est devenue une attraction touristique, avec notamment le centre des visiteurs de Fairholmes situé à la pointe nord du Ladybower. Le bras est du réservoir, alimenté par le ruisseau Ladybower, est dominé par le cercle de pierres de Hordron Edge (en).

## Histoire

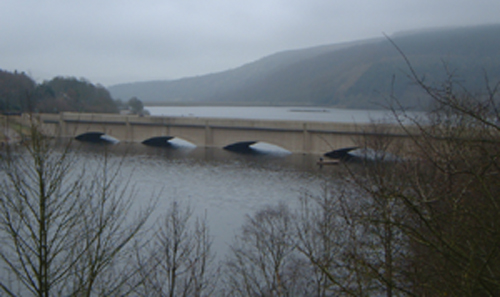
Le viaduc de Ladybower qui supporte la route A6013 jusqu'à Bamford.

Ladybower a été construit entre 1935 et 1943 par le Derwent Valley Water Board en complément des deux autres réservoirs et répondre aux besoins en eau des Midlands de l'Est. Il a fallu encore deux ans pour le remplir, ce qui a été fait en 1945. Le barrage diffère du réservoir Howden et du réservoir Derwent en ce qu'il s'agit d'un remblai en terre à noyau d'argile et non d'un barrage en maçonnerie solide. Sous le barrage se trouve une tranchée de coupure de 180 pieds (54,9 m) profondeur et 6 pieds (1,8 m) large rempli de béton, s'étendant sur 500 pieds (152,4 m) dans les collines de chaque côté, pour empêcher l'eau de couler autour du barrage. Le mur du barrage a été construit par Richard Baillie and Sons, une entreprise écossaise. Les deux viaducs, Ashopton et Ladybower, qui permettent aux routes nationales de traverser le réservoir, ont été construits par la société londonienne Holloways et consistent en une ossature en acier revêtue de béton. Le projet a été retardé lorsque la Seconde Guerre mondiale a éclaté en 1939, rendant la main-d'œuvre et les matières premières rares, mais la construction s'est poursuivie en raison de l'importance stratégique du maintien des approvisionnements. Le roi George VI, accompagné de son épouse, la reine Elizabeth, a officiellement inauguré le réservoir le 25 septembre 1945.
Au cours des années 1990, le mur a été surélevé et renforcé pour réduire le risque de débordement lors d'une inondation majeure. Le mur du barrage d'origine contient 100 000 tonnes de béton, plus d'un million de tonnes de terre et 100 000 tonnes d'argile pour le noyau. La face amont est en pierre. Les matériaux ont été amenés sur le site via la propre ligne secondaire du Derwent Valley Water Board et
les voies d'évitement de la ligne principale de la vallée de Hope. 
La conception du barrage est inhabituelle en ce qu'il a deux évacuateurs de crue totalement fermés (appelés localement les plugholes) sur le côté du mur. Ils sont en pierre et ont un diamètre de 80 pieds (24,4 m) avec des sorties de 15 pieds (4,6 m) de diamètre. Chaque déversoir évacue via son propre clapet situé à la base du barrage et était à l'origine entouré d'une passerelle, mais ils ont été démantelés il y a de nombreuses années. Les bouches des déversoirs sont souvent complètement hors de l'eau et ne sont que rarement submergées, généralement après de fortes pluies ou des inondations.

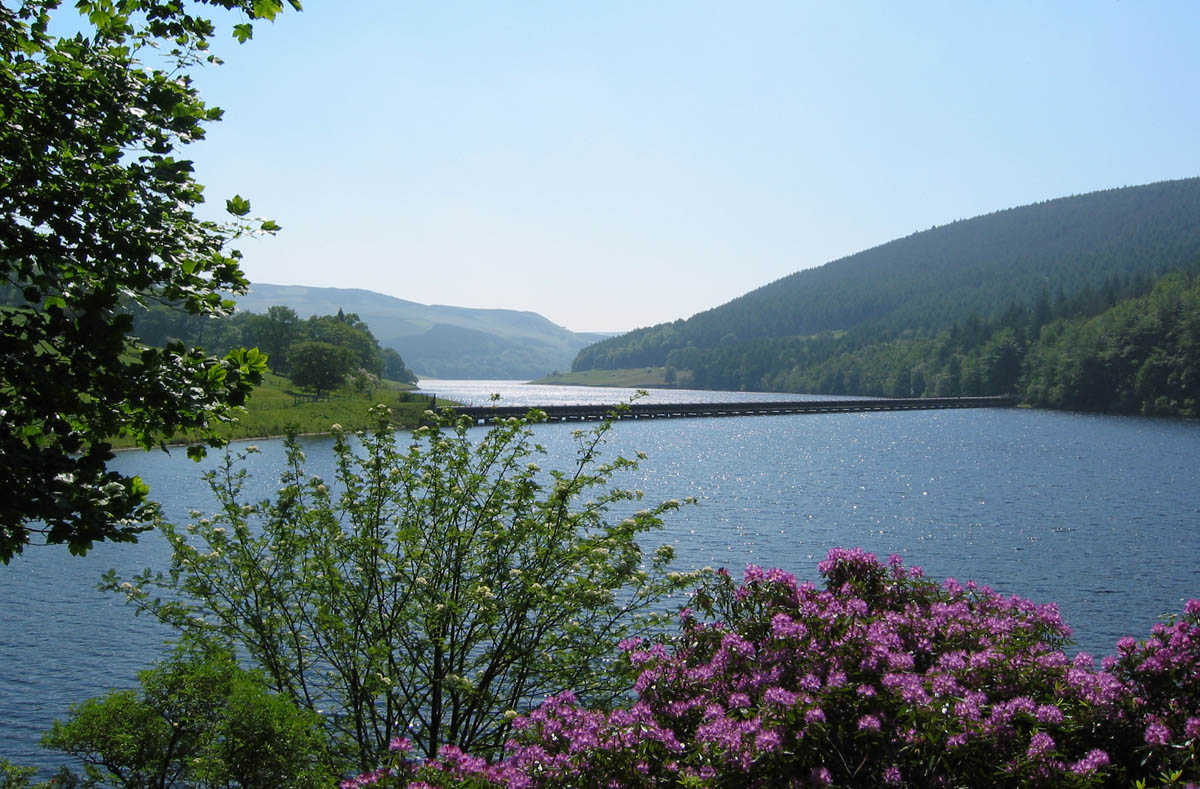
Branche nord du réservoir Ladybower, montrant l'aqueduc.

## Villages inondés

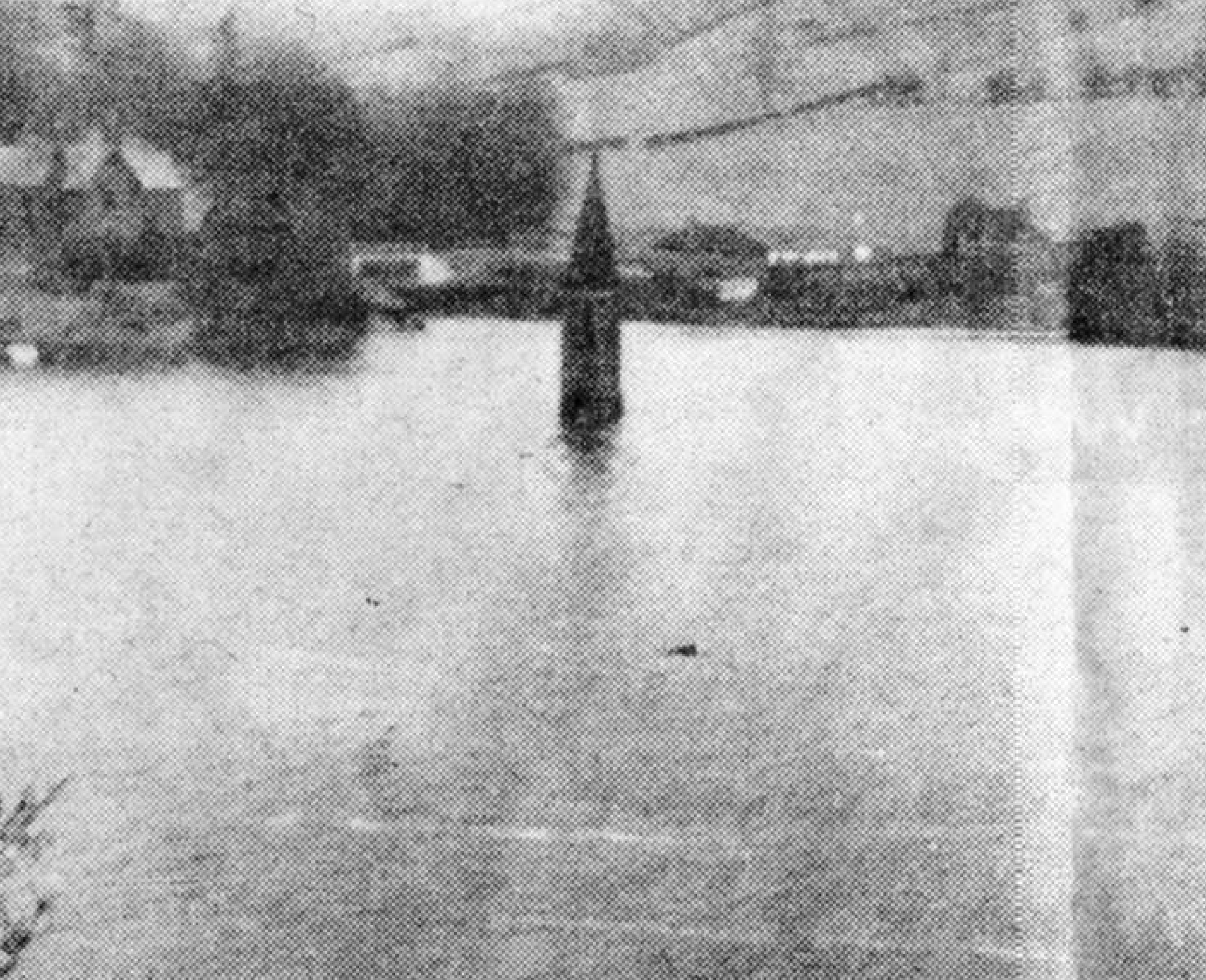
Le clocher de l'église de Derwent disparaissant lentement sous l'eau alors que le réservoir fut rempli en 1946.

La construction du réservoir a entraîné la submersion des villages d'Ashopton et de Derwent, y compris l'église Derwent Woodlands et le Derwent Hall. Ashopton s'élevait à peu près à l'endroit où la route du Snake Pass (col du serpent) rencontre la Snake Valley (vallée du serpent). Les bâtiments d'Ashopton ont été démolis avant le remplissage du réservoir, mais une grande partie de la structure du village de Derwent était encore visible pendant un été sec quelque 14 ans plus tard. L'étroit pont de pierre à cheval au-dessus du Derwent a été enlevé et reconstruit à la tête du réservoir Howden. La tour de l'horloge de l'église avait été laissée debout et la partie supérieure de celle-ci était visible au-dessus du niveau de l'eau jusqu'en 1947, lorsqu'elle a été considérée comme un danger et démolie à l'explosif le 15 décembre.
En 1976, 1995 et 2018, des conditions de sècheresse ont fait baisser le niveau de l'eau et le village de Derwent a de nouveau été exposé à la vue des curieux. En 2018, cela a amené des foules sans précédent à visiter le site, rarement visible. Le 3 novembre 2018, un homme a dû être secouru par une équipe de secours en montagne après s'être retrouvé coincé dans de la boue extrêmement épaisse autour des ruines du village. Le 17 novembre 2018, il a été signalé que le site avait été vandalisé par certains visiteurs, les gardes du parc étant donc contraints d'empêcher les visiteurs de retirer des objets du site et de griffonner des graffitis sur certains bâtiments.

## Galerie

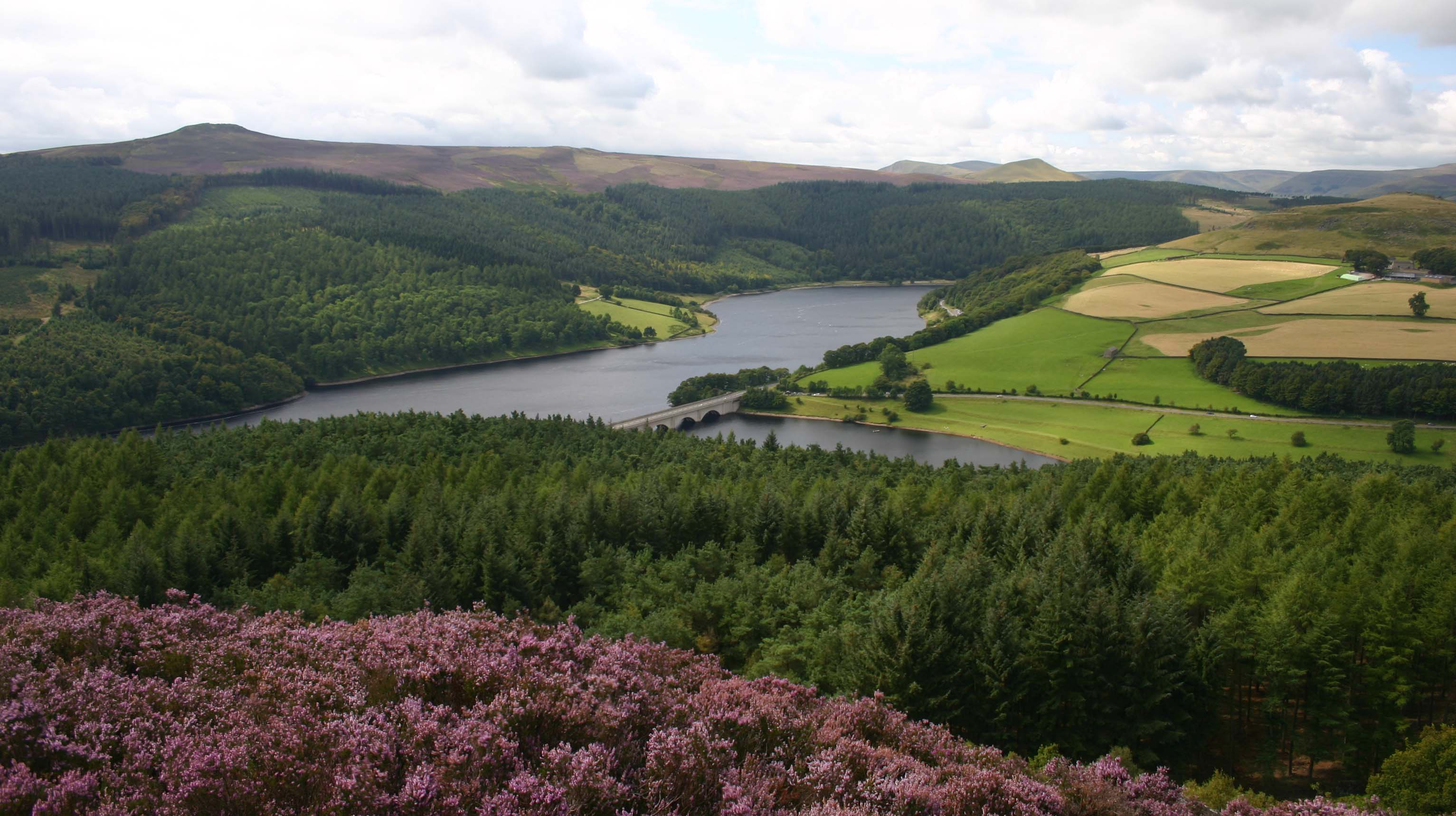
Le réservoir.
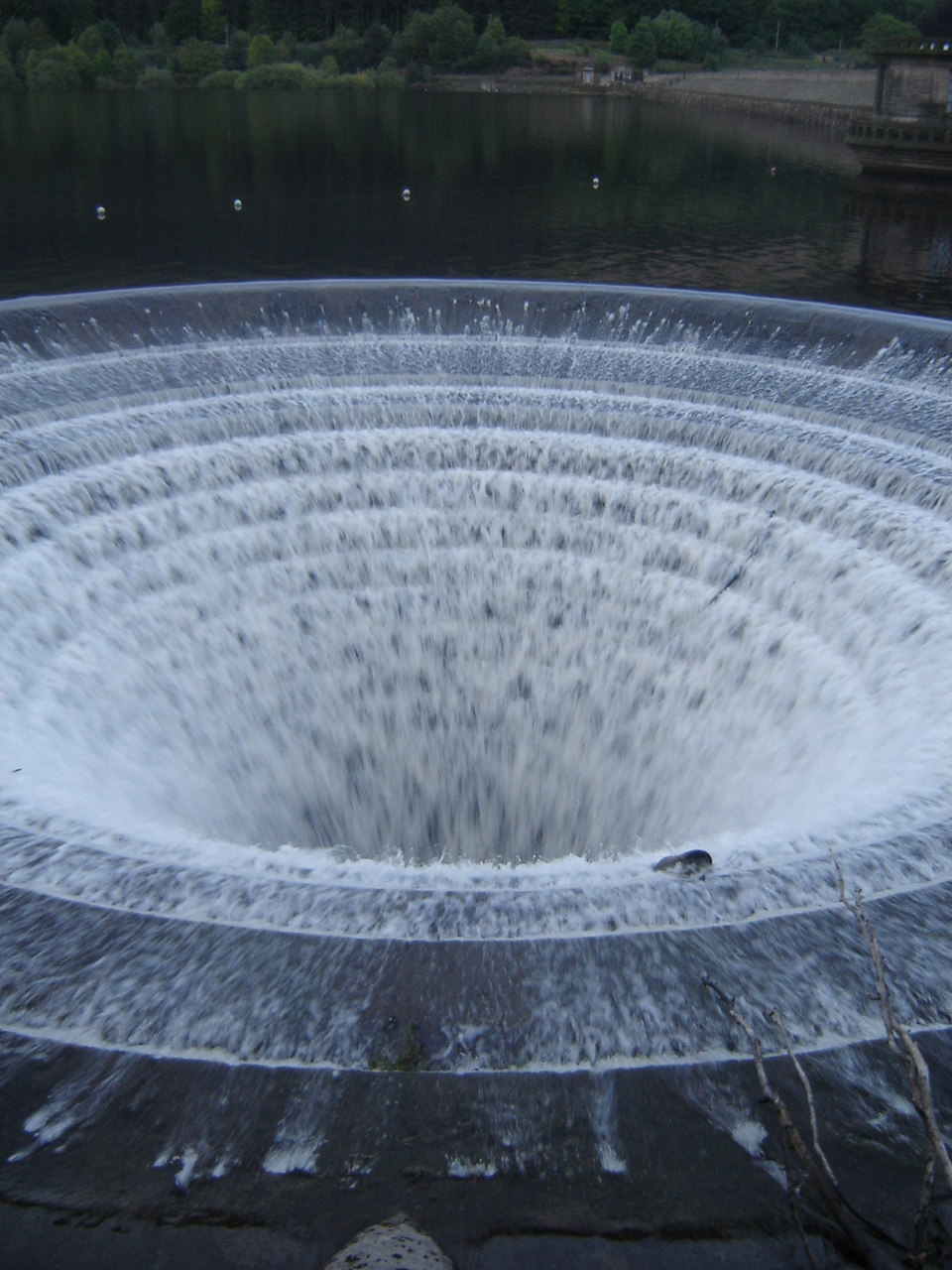
Débordement pour le réservoir Ladybower en plein débit, mai 2006.
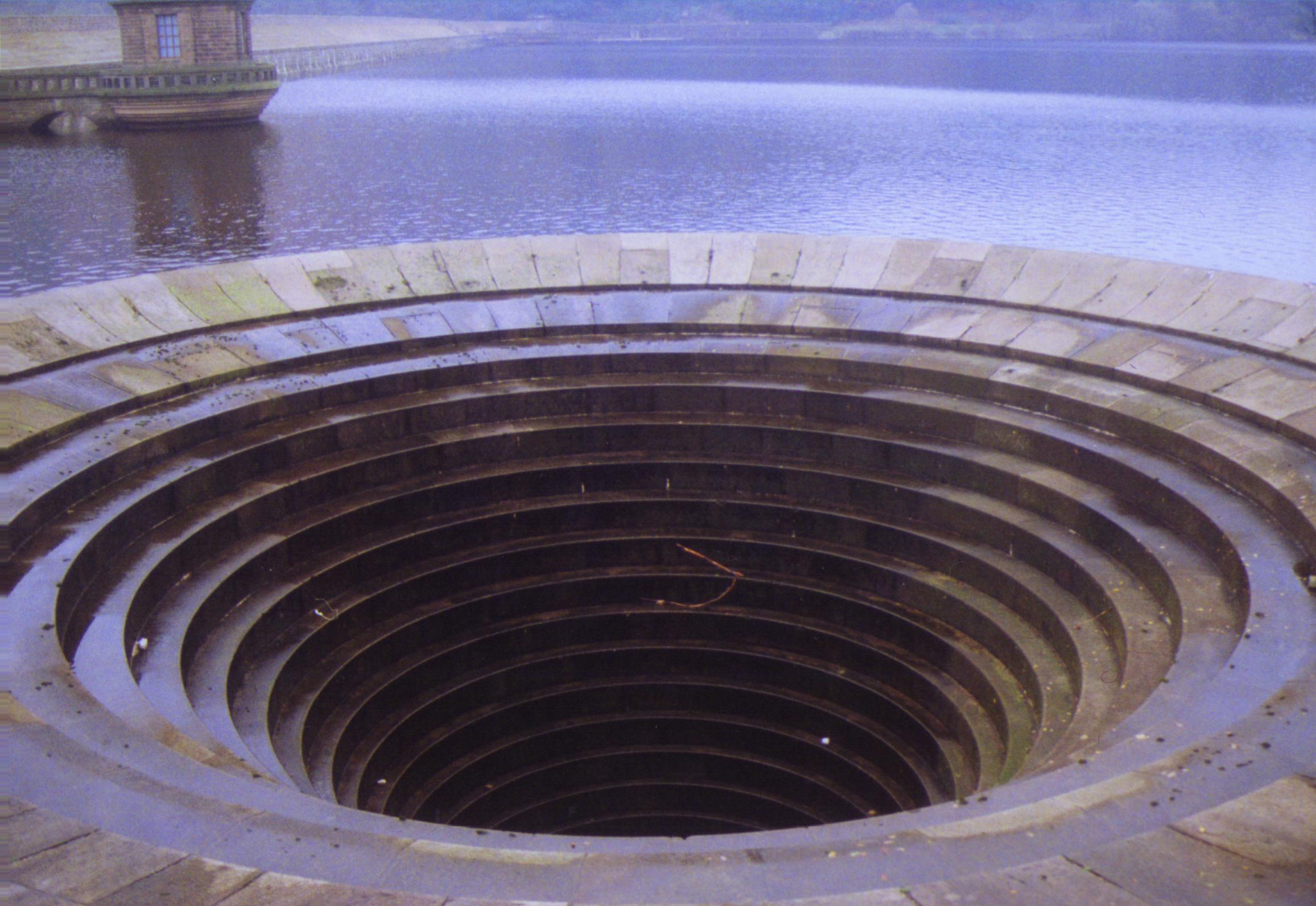
Trop-plein pour le réservoir Ladybower.
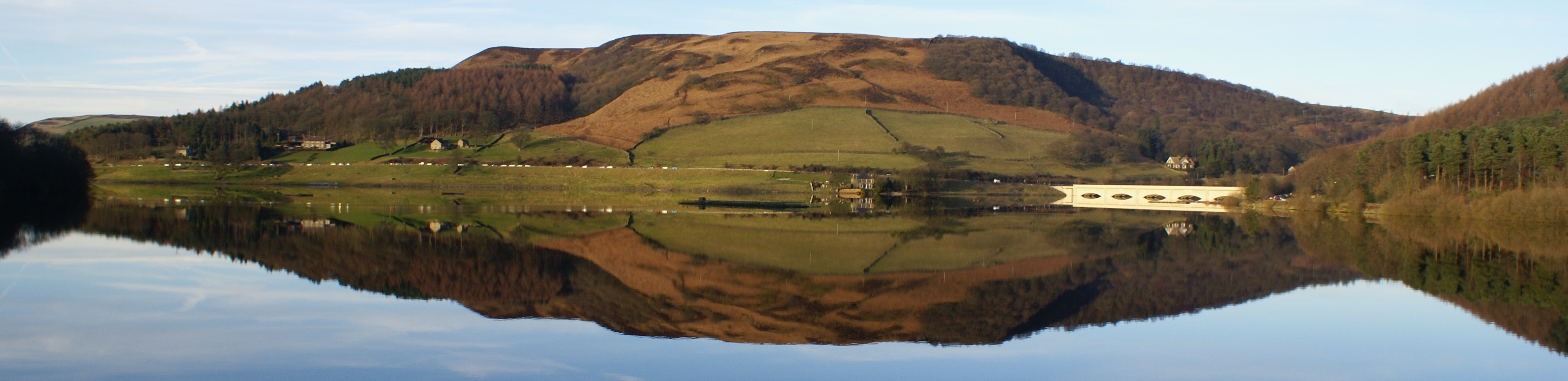
Vue depuis le mur de barrage.
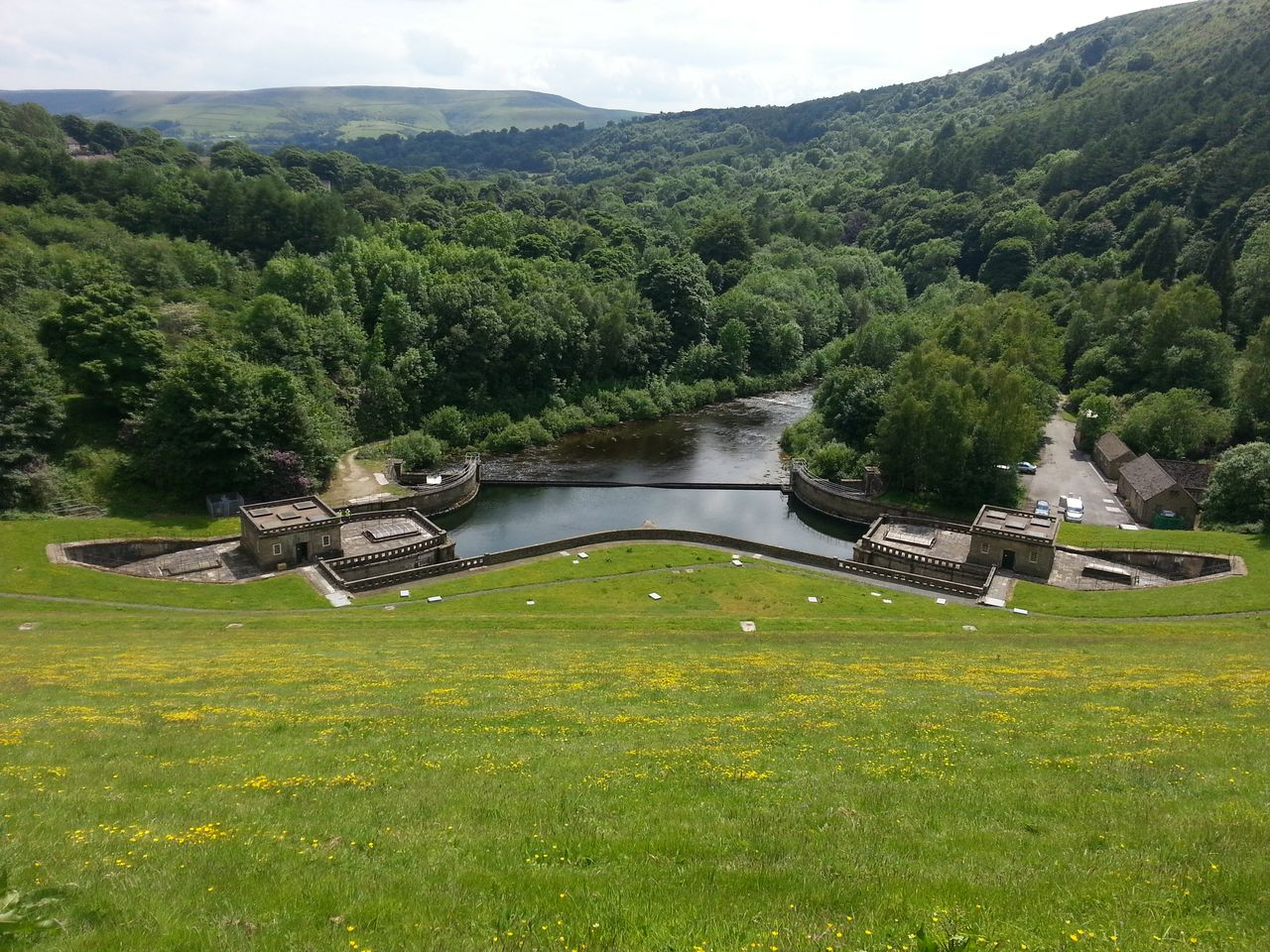
Vannes de trop-plein du Ladybower.
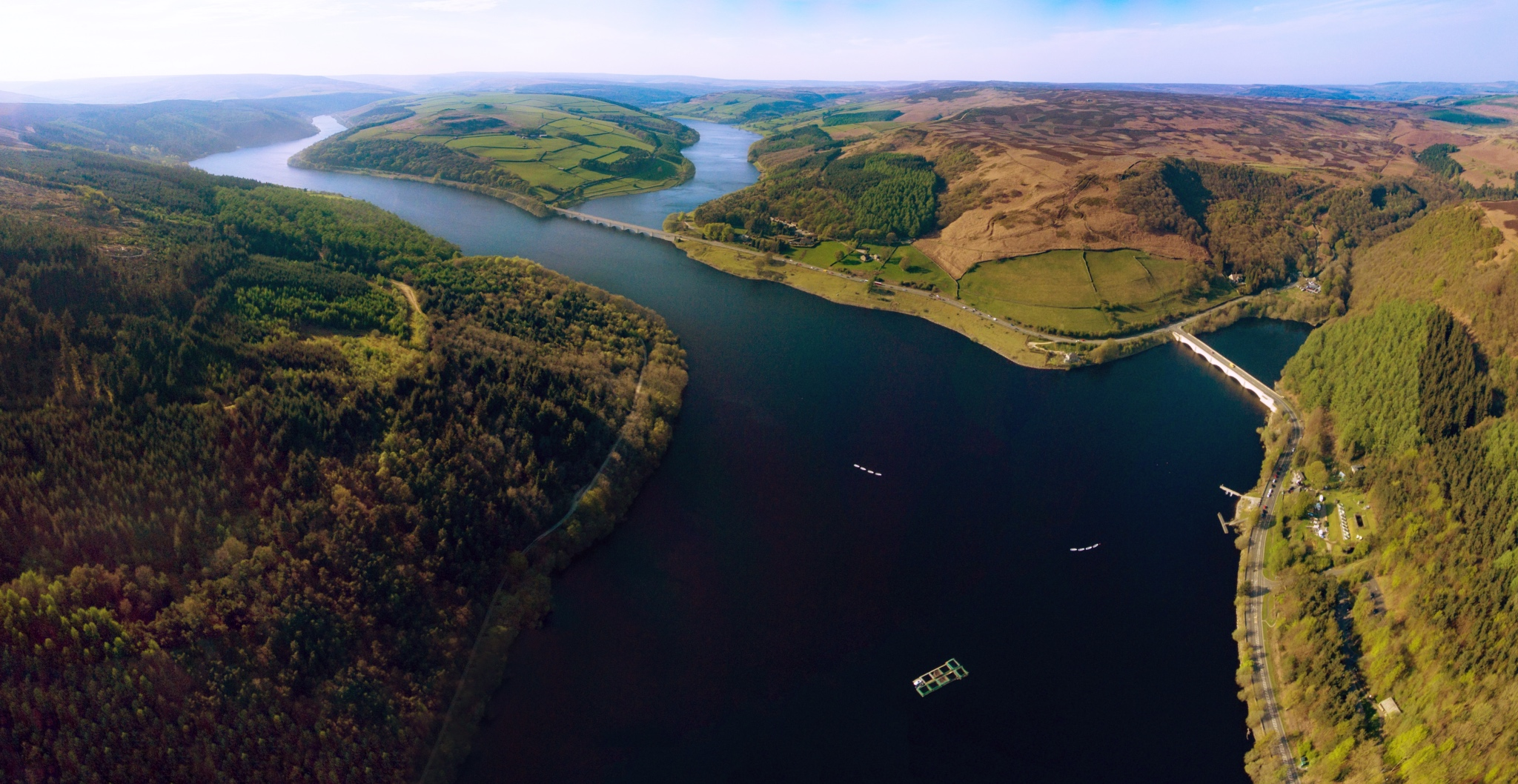
Vue aérienne du réservoir de Ladybower.
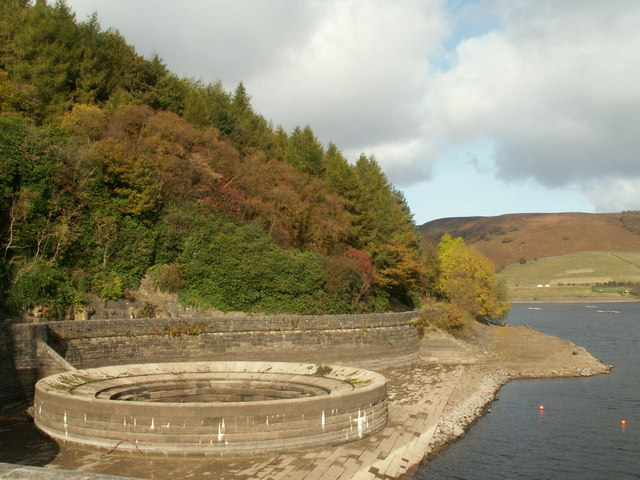
Le réservoir Ladybower presque à sec.